# ADX (format de fichier)
Pour les articles homonymes, voir ADX.
ADX est un format propriétaire de stockage et de compression audio avec perte. Il est développé par CRI Middleware, spécifiquement pour une utilisation dans les jeux vidéo ; il est dérivé de l'ADPCM. Sa caractéristique la plus notable est une fonction de boucle qui s'est avérée utile pour les sons de fond dans divers jeux qui ont adopté le format, notamment de nombreux jeux pour la Sega Dreamcast ainsi que certains jeux PlayStation 2, GameCube et Wii. Burning Rangers, sur la Sega Saturn, a été l'un des premiers jeux à utiliser l'ADX. Notamment, la série Sonic the Hedgehog de la génération Dreamcast jusqu'à au moins Shadow the Hedgehog a utilisé ce format pour les enregistrements sonores et vocaux. 